# رابرت کرادک
رابرت کرادک (انگلیسی: Robert Craddock; ۵ سپتامبر ۱۹۲۳ – ۲۸ مارس ۲۰۰۳) بازیکن فوتبال ولزی‌تبار اهل ایالات متحده آمریکا بود.
وی همچنین در تیم ملی فوتبال ایالات متحده آمریکا بازی کرده‌است.